# Liste der Bodendenkmale in Nordhorn
In der Liste der Bodendenkmale in Nordhorn sind die Bodendenkmale der niedersächsischen Gemeinde Nordhorn aufgeführt. Die Quelle ist der Denkmalatlas Niedersachsen.
- Bitte beachten Sie, dass diese Liste keinen Anspruch auf Vollständigkeit erhebt.
- Die Angaben ersetzen nicht die rechtsverbindliche Auskunft der zuständigen Denkmalschutzbehörde.
- Es sind nur Daten aus dem Denkmalatlas verarbeitet.
- Der Stand der Liste ist der 25. März 2025.

Nordhorn im Landkreis Grafschaft Bentheim

## Allgemein
In den Spalten finden sich folgende Informationen des Bodendenkmales:
| Lage         | geographische Koordinaten                                                           |
| Bezeichnung  | Bezeichnung lt. Denkmalatlas                                                        |
| Beschreibung | Beschreibung lt. Denkmalatlas                                                       |
| ID           | Objekt-ID                                                                           |
| Bild         | Bild, ggf. zusätzlich mit Link zu weiteren Fotos im Medienarchiv Wikimedia Commons. |

## Brandlecht
| Lage                       | Bezeichnung                   | Beschreibung | ID       | Bild           |
| -------------------------- | ----------------------------- | --- | -------- | -------------- |
| 52° 25′ 3″ N, 7° 5′ 29″ O  | Brandlecht 6, Landwehr        | Wallanlage mit leicht bogenförmigem Verlauf in Nordnordwest-Südsüdost-Ausrichtung. Erhalten sind auf einer Strecke von etwa 560 m mit zwei kurzen Unterbrechungen zwei längere Abschnitte von 280 bzw. 200 m L. und ein kurzer von 35 m L. Der nördliche größtenteils in der Gemarkung Nordhorn und reicht bis in die Gemarkung Brandlecht, in der die weiteren Abschnitte liegen. Die Anlage besteht aus bis zu fünf parallelen Wällen; H. 0,3 – 1 m, Gesamt-Br. bis 50 m, durchschnittlich um 20 m, nach Süden hin auslaufend. Auf den Wällen zahlreiche Eingrabungen. - Teilstück ID: 38181821 - Teilstück ID: 38181831 | 28962246 | BW             |
| 52° 23′ 57″ N, 7° 7′ 10″ O | Brandlecht 7, Haus Brandlecht | Befestigter Herrensitz. Neben dem Prinzipalhaus von 1779 sind noch Reste der Gräften erhalten. Wahrscheinlich zunächst ein Hof, bevor dieser nach 1351 durch eine hölzerne Turmburg (?) ersetzt wurde. Die nach der Zerstörung von 1360 errichteten Gebäude bestanden aus Ziegeln. 1574 wurde ein Herrenhaus gebaut, das von Zeitgenossen als „prächtig“ bezeichnet wurde. 1779 ersetzte man das sogenannte „Alte Haus“ durch das heute noch existierende Prinzipalhaus. 1857 wurden die Wirtschaftsgebäude größtenteils abgetragen und die südliche Gräfte zugeschüttet.                                                  | 28930753 | Weitere Bilder |

## Nordhorn
| Lage                       | Bezeichnung                     | Beschreibung | ID       | Bild           |
| -------------------------- | ------------------------------- | --- | -------- | -------------- |
| 52° 27′ 17″ N, 7° 2′ 20″ O | Nordhorn 11, Kloster Frenswegen | Mittelalterlich-barocke Klosteranlage. 1394 als Augustiner-Chorherrenstift gegründet. Die zunächst aus Holz errichteten Klostergebäude wurden im Laufe des 15. Jh. durch Neubauten aus Stein ersetzt. Nach einer Blütezeit im 15. Jh. verfiel das Kloster. Ende des 17. Jh. begann seine Erneuerung; 1725 wurde der Novizenflügel erbaut, brannte jedoch 1881 ab. Danach errichtete man auf seinen Trümmern eine niedrige Baracke, die z.T. bewohnt war. Das Gebäude wurde im Zuge der Sanierung des Klosters um 1975 abgerissen. | 28907844 | Weitere Bilder |

### Hestrup
| Lage                      | Bezeichnung                | Beschreibung | ID       | Bild |
| ------------------------- | -------------------------- | ------------ | -------- | ---- |
| 52° 23′ 6″ N, 7° 9′ 30″ O | Hestrup 1, Grabeinhegungen |              | 28962250 | BW   |